# Micky Epic: Die Macht der 2
Disney Micky Epic: Die Macht der 2 (im engl. Original: Disney Epic Mickey 2: The Power of Two) ist ein Action-Adventure des amerikanischen Entwicklerstudios Junction Point Studios und des Disney-Konzerns. Es ist der Nachfolger zu Micky Epic und erschien 2012 für die Spielkonsolen PlayStation 3, Wii, Wii U und Xbox 360. 2013 folgte eine Veröffentlichung für Windows und die PlayStation Vita, 2017 für PlayStation 4 und Xbox One. Im Mittelpunkt steht ein weiteres Mal die Zeichentrickfigur Micky Maus, die zusammen mit ihrer Vorgängerfigur Oswald der lustige Hase als Sidekick eine Cartoonwelt vor einer Katastrophe bewahren muss.

## Handlung
Micky wird nachts aus dem Schlaf gerissen. Über den Fernseher bittet der Kobold Gus Micky um Hilfe für das bedrohte Wasteland. Micky holt den magischen Pinsel und begibt sich damit in das Reich der vergessenen Cartoons, wo bereits Oswald auf ihn wartet. Verheerende Erdbeben drohen die Cartoonwelt einstürzen zu lassen, nur der eigentlich böse Mad Doctor bietet seine Hilfe und einen möglichen Lösungsansatz an. Dazu benötigt er aber die Hilfe von Micky und Oswald.

## Spielprinzip
Das Spiel ist auf eine kooperative Spielweise zwischen Micky Maus und Oswald ausgelegt, kann aber auch von einem Spieler allein gespielt werden. Spieler 1 übernimmt immer die Rolle von Micky Maus, die Aufgaben von Oswald werden von Spieler 2 oder dem Programm übernommen. Die dreidimensional gestaltete Spielwelt kann vom Spieler im Rahmen der Weltgestaltung frei erkundet werden, wobei er Rätsel- und Geschicklichkeitspassagen (z. B. Hüpfeinlagen) für den Spielfortschritt bewältigen muss. Eine Rätselmechanik ist mit dem Zauberpinsel verknüpft: an vorgegebenen Stellen im Spiel kann mit dem Pinsel Farbe auf Objekte aufgetragen werden, die damit in der Spielwelt benutzbar werden. Mit Lösungsmittel wiederum können Objekte aus der Spielwelt entfernt und bspw. Hindernisse auf diese Weise aus dem Weg geräumt werden. Oswald besitzt eine Fernbedienung, mit der er auf Figuren und Maschinen einwirken kann. Außerdem kann er mit seinen Ohren Propeller bilden und damit fliegen.

## Entwicklung
Nach längeren Spekulationen im Vorfeld bestätigte Warren Spector im März 2012 die Arbeiten an einer Fortsetzung von Micky Epic – zunächst für die Spielkonsolen Wii, Xbox 360 and PlayStation 3. Angekündigt wurde auch, dass Musik im Spiel eine größere Rolle als im Vorgänger einnehmen werde, die Charaktere bspw. Lieder singen würden und die Liedwahl unter anderem von der Spielweise beeinflusst sein solle. Im Juli wurde schließlich auch eine Fassung für Windows und Mac angekündigt, wovon letztere nie erschien. Das Spiel wurde von Junction Point mit der Wii als Lead-Plattform entwickelt, während die Versionen für PlayStation 3 und Xbox 360 zeitgleich beim britischen Entwicklerstudio Blitz Games entstanden. Spector begründete dies mit der geringen Größe seines Studios und der bereits vorhandenen Wii-Expertise.
Kurze Zeit nach der Schließung der Junction Point Studios kündigte Disney die Portierung auf die tragbare Konsole PlayStation Vita an, für die das Spiel eine Anpassung eine Unterstützung der Touchpad- und Neigungsfunktionen sowie kooperatives Spielen über WLAN erhalten sollte. Sie kam im Juni 2013 auf den Markt.

## Synchronisation
| Figur       | Englischer Sprecher |
| ----------- | ------------------- |
| Micky Maus  | Bret Iwan           |
| Oswald      | Frank Welker        |
| Mad Doctor  | Jim Meskimen        |
| Gus         | Cary Elwes          |
| Yen Sid     | Corey Burton        |
| Donald Duck | Tony Anselmo        |
| Daisy Duck  | Tress MacNeille     |
| Pete        | Jim Cummings        |
| Mr. Smee    | Jeff Bennett        |
| Metairie    | Julianne Buescher   |
| Ortensia    | Audrey Wasilewski   |

## Rezeption
Das Spiel erhielt mehrheitlich mäßige Bewertungen.

„Schade: Ich hätte lieber ein ausgereiftes Abenteuer erlebt als eine Fortsetzung, die ihren Vorgänger in allen Bereichen übertrumpfen will – es aber in keinem schafft. Denn obwohl ich Die Macht der 2 mit einem menschlichen Begleiter spielen darf, obwohl es mehr zu entdecken gibt und obwohl ich überall verschiedene Wege gehen darf: Jede Neuerung ergänzt das Spiel um kleine Fehler, die sich zu Ärgernissen stapeln.“

„Das jüngste Abenteuer von Micky Maus ist eine herbe Enttäuschung. Die Kameraprobleme sind zwar weitgehend gelöst, aber dafür funktioniert die KI von Oswald, dem gar nicht so lustigen Hasen, nicht – und im Koopmodus ist er schlicht langweilig. Noch viel problematischer sind andere Aspekte: Vor allem wird dem Spieler selten klar genug gesagt, was er tun soll oder kann. Die Kommunikation zwischen Spiel und Spieler ist von den Dialogen mit den NPCs bis hin zum Questjournal miserabel.“

Die Writers Guild of America nominierte das Spiel zu den 65. Writers Guild of America Awards für herausragende Autorenleistungen im Bereich Computerspiele. Die Auszeichnung ging letztlich jedoch an Assassin’s Creed III: Liberation.
Die Verkaufszahlen blieben unter den Erwartungen des Disney-Konzerns. In den ersten beiden Monaten verkaufte das Spiel in den USA gemäß NPD Group nur rund 529.000 Kopien. Als Konsequenz schloss Disney sein Tochterunternehmen Junction Point Studios und zog sich weitgehend aus der hauseigenen Produktion von Computerspielen zurück. Obwohl von Spector zunächst auf drei Teile konzipiert, kam es in Folge zu keiner weiteren Fortsetzung.